# Cinekid Festival
Le Cinekid Festival est un festival de cinéma et télévision pour les enfants basé à Amsterdam créé en 1986.